# Arturo Del Puerto
Arturo Del Puerto (Santa Maria (Californië), 24 oktober 1976) is een Amerikaans acteur. Hij speelde in diverse films en series, waaronder Independence Day: Resurgence, Fear the Walking Dead en For All Mankind.

## Filmografie

### Film
- 2009: Nueva York, als Spanjaard
- 2012: The Man Who Shook the Hand of Vicente Fernandez, als Alejandro
- 2012: A Little Something on the Side, als Coop
- 2013: 30 Nights of Paranormal Activity with the Devil Inside the Girl with the Dragon Tattoo, als Felipe the Manny
- 2013: The Devil's in the Details, als Franks
- 2013: Gone Missing, als Gabe
- 2016: Ride Along 2, als Alonso
- 2016: Independence Day: Resurgence, als Bordeaux
- 2016: The Happys, als Ricky
- 2016: The Wedding Party, als Maximiliano

### Televisie
- 2011: The Defenders, als Jorge
- 2011: The Mentalist, als Roberto Salvador
- 2012: Raising Hope, als Falvey
- 2012: Touch, als Jorge
- 2012: Bones, als Juan Chiquez
- 2013: The Bridge, als Hector Valdez
- 2013: Austin & Ally, als Jean-Paul Paul-Jean
- 2013: CSI: Crime Scene Investigation, als ALex Garnez
- 2014: Chicago P.D., als Andres "Pulpo" Diaz
- 2014: Rizzoli & Isles, als Luis Benitez
- 2014: The Lottery, als lid van MayTwo's
- 2015: Agent X, als El Diablo
- 2015: NCIS, als Edward "Collarbone" Rosario
- 2015-2016: Doc McStuffins, als Pop-up Paulo (stemrol)
- 2016: The Magicians, als dienaar van Our Lady Underground
- 2016: Fear the Walking Dead, als Luis Flores
- 2017: Better Things, als Arturo
- 2018: The Last Ship, als Antonio Maza
- 2018: The Flash, als Edwin Gauss / Folded Man en Clifford DeVoe / Thinker
- 2018-2021: DuckTales, als Panchito Pistoles
- 2018: Camping, als Miguel
- 2019, 2022: For All Mankind, als Octavio Rosales
- 2020: Tommy, als Arturo Lopez
- 2020: Elena of Avalor, als Rico (stemrol)
- 2021-2022: Big Sky, als T-Lock
- 2022: Killing it, als Marco
- 2022: Westworld, als Hugo Mora
- 2023: Godfather of Harlem, als Che Guevara
- 2024: The Lincoln Lawyer, als Hector Moya
- 2024: Pulse, als Luis Dominguez

### Computerspel
- 2013: Assassin's Creed IV: Black Flag, als aanvullende stemmen
- 2017: Tom Clancy's Ghost Recon Wildlands, als El Pozolero (stemrol)